# Верруциформный акрокератоз Гопфа
Верруциформный акрокератоз Гопфа — редкий генодерматоз гиперкератотического характера, наследуемый по аутосомно-доминантному типу, характеризующийся веррукозными роговыми высыпаниями на верхних и нижних конечностях.

## Этиология  и эпидемиология
Этиология заболевания не данный момент неясна. В ряде недавних исследований говорится о генетической гетерогенности дерматоза. Происходит мутации гена АТР2А2, который связан с болезнью Дарье-Уайта и верруциформным акрокератозом Гопфа.
Болеют преимущественно лица мужского пола, чаще дети до 10 лет. Очаги поражения обычно сохраняются на протяжении всей жизни.

## Клиническая картина
Для клинической картины заболевания характерно появление плотных гиперкератических полушаровидных папул бурого цвета диаметром 0,5–0,7 см и высотой 3–4 мм как изолированно, так и группами.  Локализуются папулы преимущественно на тыле кистей и стоп (иногда с захватом ладоней и подошв), а также на разгибательных поверхностях предплечий и голеней. Заболевание протекает очень долго и без каких-либо субъективных ощущений. Часто заболевание диагностируют вместе с  болезнью Дарье-Уайта, черным акантозом, множественными кератоакантомами.

## Диагностика
Диагноз ставится на основании клинической картины и результатах гистологического исследования. При гистологическом исследовании выявляют гиперкератоз в виде массивного пласта рогового вещества, акантоз, гранулез, папилломатоз в виде «церковных шпилей», образование супрабазальных щелей, иногда возможно обнаружение дискератоза, акантолиза, также выявляемого при болезни Дарье.

## Дифференциальная диагностика
Дифференциальную диагностику верруциформного акрокератоза Гопфа проводят со следующими заболеваниями:
- верруциформная дисплазией Левандовского-Лютца;
- фолликулярным вегетирующим дискератозом Дарье- Уайта;
- врожденной пойкилодермией с бородавчатым кератозом;
- обычными бородавками.

## Лечение
Больных лечат витаминами А и Е, ретиноидами (неотигазон 0,5 мг/кг в сутки). Местно используют мазь с третиноином 1-2 раза в сутки. Показаны диатермокоагуляция отдельных бородавчатых элементов, криотерапия и лазеротерапия.